# Futbola Klubs Ventspils 2015
Questa voce raccoglie le informazioni riguardanti il Futbola Klubs Ventspils nelle competizioni ufficiali della stagione 2015.

## Rosa
| N. |                       | Ruolo | Calciatore          |
| -- | --------------------- | ----- | ------------------- |
| 1  | Lettonia (bandiera)   | P     | Vitālijs Meļņičenko |
| 2  | Lettonia (bandiera)   | D     | Deniss Bezuščonoks  |
| 3  | Lettonia (bandiera)   | D     | Vadims Žuļevs       |
| 3  | Lettonia (bandiera)   | D     | Antons Kurakins     |
| 4  | Lettonia (bandiera)   | D     | Ritus Krjauklis     |
| 5  | Lettonia (bandiera)   | A     | Vitālijs Barinovs   |
| 7  | Lettonia (bandiera)   | A     | Daniils Turkovs     |
| 8  | Lettonia (bandiera)   | C     | Alans Siņeļņikovs   |
| 9  | Albania (bandiera)    | A     | Ndue Mujeci         |
| 10 | Lettonia (bandiera)   | A     | Jurijs Žigajevs     |
| 11 | Mauritania (bandiera) | A     | Cheikh Diagne       |
| 14 | Lettonia (bandiera)   | C     | Eduards Tīdenbergs  |
| 16 | Lettonia (bandiera)   | P     | Valentīns Raļkevičs |

| N. |                     | Ruolo | Calciatore            |
| -- | ------------------- | ----- | --------------------- |
| 17 | Serbia (bandiera)   | D     | Nikola Boranijašević  |
| 18 | Lettonia (bandiera) | A     | Anastasijs Mordatenko |
| 19 | Lettonia (bandiera) | D     | Ņikita Koļesovs       |
| 20 | Lettonia (bandiera) | A     | Ģirts Karlsons        |
| 21 | Lettonia (bandiera) | A     | Kaspars Svārups       |
| 22 | Lituania (bandiera) | C     | Simonas Paulius       |
| 25 | Lettonia (bandiera) | A     | Ritvars Rugins        |
| 26 | Lettonia (bandiera) | D     | Antons Jemeļins       |
| 28 | Lettonia (bandiera) | C     | Vladimirs Mukins      |
| 32 | Lettonia (bandiera) | D     | Visvaldis Ignatāns    |
| 37 | Serbia (bandiera)   | C     | Ivan Đorić            |
| 55 | Lettonia (bandiera) | C     | Oļegs Laizāns         |
| 77 | Lettonia (bandiera) | C     | Vitālijs Rečickis     |

## Risultati

### Virslīga
| Arbitro: | Golubevs |

|  |           |                                                   |
|  | Marcatori | 32’ (aut.) Giļņičs 51’ (rig.) Žigajevs 90’ Diagne |

| Ventspils 21 marzo 2015, ore 13:00 2ª giornata | Ventspils | – | Gulbene | Ventspils Stadions |

| Arbitro: | Sliva |

|  |           |                           |
|  | Marcatori | 25’ Jemeļins 81’ Žigajevs |

| Arbitro: | Vasjukovs |

|            |           |             |
| Kokins 82’ | Marcatori | 49’ Karlson |

| Ventspils 4 maggio 2015, ore 14:00 5ª giornata | Ventspils  | 0 – 0 referto | Skonto | Ventspils Stadions (600 spett.)\| Arbitro: \| Anufrijevs \| |
| Arbitro:                                       | Anufrijevs |               |        |                                                             |

| Liepāja 10 maggio 2015, ore 17:00 6ª giornata | Liepāja  | 0 – 0 referto | Ventspils | Stadions Daugavas (1.000 spett.)\| Arbitro: \| Golubevs \| |
| Arbitro:                                      | Golubevs |               |           |                                                            |

| Ventspils 16 maggio 2015, ore 16:00 7ª giornata | Ventspils    | 0 – 0 referto | Jelgava | Ventspils Stadions (144 spett.)\| Arbitro: \| Direktorenko \| |
| Arbitro:                                        | Direktorenko |               |         |                                                               |

| Arbitro: | Ķere |

|                         |           |  |
| Diagne 12’ Karlsons 53’ | Marcatori |  |

| Gulbene 30 maggio 2015 9ª giornata | Gulbene | – | Ventspils | Gulbenes Pilsētas Stadions |

| Arbitro: | Treimanis |

|                          |           |  |
| Karlsons 26’ Turkovs 37’ | Marcatori |  |

| Arbitro: | Maļcevs |

|                                            |           |  |
| Siņeļņikovs 30’ Turkovs 77’ Mordatenko 87’ | Marcatori |  |

| Arbitro: | Treimanis |

|             |           |             |
| Kovaļovs 6’ | Marcatori | 48’ Turkovs |

| Arbitro: | Golubevs |

|                                      |           |                                    |
| Mujeci 68’, 79’ (rig.) Krjauklis 84’ | Marcatori | 8’ Mihadjuks 46’ Kamešs 65’ Grebis |

| Jelgava 19 agosto 2015, ore 18:00 14ª giornata | Jelgava   | 0 – 0 referto | Ventspils | Zemgales Olimpiskais Centrs (700 spett.)\| Arbitro: \| Treimanis \| |
| Arbitro:                                       | Treimanis |               |           |                                                                     |

| Arbitro: | Caune |

|  |           |                 |
|  | Marcatori | 56’, 57’ Mujeci |

| Ventspils 2 agosto 2015 16ª giornata | Ventspils | – | Gulbene | Ventspils Stadions |

| Jūrmala 9 agosto 2015, ore 19:00 17ª giornata | Spartaks Jūrmala | 0 – 0 referto | Ventspils | Slokas Stadions (350 spett.)\| Arbitro: \| Vasjukovs \| |
| Arbitro:                                      | Vasjukovs        |               |           |                                                         |

| Arbitro: | Maļcevs |

|                    |           |               |
| Nerugals 2’ (aut.) | Marcatori | 46’ Riževskis |

| Arbitro: | Direktorenko |

|              |           |                                            |
| Karlsons 87’ | Marcatori | 54’ Kovaļovs 60’ Karašausks 70’ Gutkovskis |

| Arbitro: | Anufrijevs |

|                                     |           |                        |
| Ivanovs 8’ Ikaunieks 27’ Kamešs 45’ | Marcatori | 53’ Laizāns 81’ Mujeci |

| Arbitro: | Golubevs |

|                |           |                     |
| Mordatenko 75’ | Marcatori | 43’, 88’ Bogdaškins |

| Arbitro: | Veģeris |

|                     |           |  |
| Mujeci 9’, 35’, 88’ | Marcatori |  |

| Gulbene 26 settembre 2015 23ª giornata | Gulbene | – | Ventspils | Gulbenes Pilsētas Stadions |

| Arbitro: | Caune |

|                             |           |                   |
| Rugins 5’ Karlsons 22’, 50’ | Marcatori | 90’+2’ Ulimbaševs |

| Arbitro: | Vasjukovs |

|                                           |           |  |
| Karlsons 35’, 48’ Rugins 86’ Rečickis 90’ | Marcatori |  |

| Arbitro: | Anufrijevs |

|  |           |                 |
|  | Marcatori | 20’, 80’ Mujeci |

| Arbitro: | Caune |

|                               |           |             |
| Mujeci 9’ Tīdenbergs 70’, 87’ | Marcatori | 60’ Šadčins |

| Jelgava 7 novembre 2015, ore 14:00 28ª giornata | Jelgava | 0 – 0 referto | Ventspils | Zemgales Olimpiskais Centrs (1.450 spett.) |

### Latvijas kauss
| Arbitro: | Vasjukovs |

|  |           |                                                                  |
|  | Marcatori | 6’ Turkovs 13’ Mordatenko 24’, 62’, 66’ Mujeci 71’, 81’ Karlsons |

| Arbitro: | Golubevs |

|             |           |  |
| Karlsons 3’ | Marcatori |  |

| Arbitro: | Treimanis |

|  |           |                   |
|  | Marcatori | 39’ (aut.) Diallo |

| Arbitro: | Golubevs |

|  |           |                                |
|  | Marcatori | 48’ (aut.) Žuļevs 60’ Kļuškins |

### Champions League
| Arbitro: | Kehlet |

|              |           |                                            |
| Jemeļins 63’ | Marcatori | 75’ (rig.) Zeneli 86’ Jallow 90’+2’ Tanaka |

| Arbitro: | Ekberg |

|              |           |  |
| Havenaar 83’ | Marcatori |  |